# Kerst met De Toppers
Kerst met De Toppers is een kerstalbum van De Toppers.
Dit album was enkel verkrijgbaar bij C1000.
De Toppers Gerard Joling, René Froger en Gordon zingen op dit (mini)album bekende kersthits. Het album behaalde tienmaal platina.

## Tracklist
1. Toppers Meezing Kerstmedley
2. Sleigh Ride
3. Have Yourself A Merry Little Christmas
4. It May Be Winter Outside
5. All I Want For Christmas Is You
6. Do They Know It's Christmas